# Christoph Rüffer
Christoph Rüffer (* 6. März 1973 in Essen) ist ein deutscher Koch. 

## Werdegang
Rüffer wurde durch die Fernsehsendung Essen wie Gott in Deutschland dazu angeregt, Koch zu werden. Seine Ausbildung machte er ab 1989 im Sheraton Hotel in Essen. 1992 wechselte er zum Restaurant Le Gourmet bei Otto Koch in München und 1994 zum Hotel Résidence bei Henri Bach in Essen. 1996 ging er nach Baiersbronn, erst zu Harald Wohlfahrt als Demi-Chef de Partie in dessen Drei-Sterne-Restaurant Schwarzwaldstube, dann 1997 als Chef de Partie zu Claus-Peter Lumpp in das Restaurant Bareiss. 1998 wechselte er dann als Souschef erneut nach Essen ins Résidence. Danach schloss sich eine Ausbildung zum Küchenmeister an. 
1999 wurde unter Rüffer als Küchenchef das Fährhaus Munkmarsch auf Sylt mit einem Michelinstern und siebzehn Gault-Millau-Punkten ausgezeichnet. 
Seit Juni 2002 ist er Küchenchef im Restaurant Haerlin im Hotel Vier Jahreszeiten Hamburg. 2012 wurde es mit einem Michelinstern und 2014 mit neunzehn Punkten im Gault-Millau ausgezeichnet. 2014 erhielt Rüffer die Auszeichnung Koch des Jahres vom Gault Millau und 2019 im Großen Restaurant & Hotel Guide 2020. Seit März 2015 ist Rüffer regelmäßig Juror in der ZDF-Sendung Die Küchenschlacht.
2025 wurde das Restaurant Haerlin mit drei Michelinsternen ausgezeichnet.

## Publikationen
- Zuhause kochen und genießen: Meine Lieblingsrezepte aus der Sterneküche- von einfach bis raffiniert. Mosaik, 2021, ISBN 978-3442393916.

## Auszeichnungen
- 1999: Ein Michelinstern für das Fährhaus Munkmarsch auf Sylt
- 2000: 2. Aufsteiger des Jahres, Der Feinschmecker
- 2004: World Gourmet Summit, Singapur (Foodfestival in Asien)
- 2012: Zwei Michelinsterne für das Restaurant Haerlin im Hotel Vier Jahreszeiten Hamburg
- 2014: 19 Punkte im Gault-Millau 2015
- 2014: Koch des Jahres im Gault-Millau 2015
- 2019: Koch des Jahres in Der große Restaurant& Hotel-Guide
- 2025: Drei Michelinsterne für das Restaurant Haerlin im Hotel Vier Jahreszeiten Hamburg[5]